# Grup Arbed
El Grup Arbed és un grup siderúrgic luxemburguès integrat en el grup multinacional Arcelor.

## Història
Els orígens d'Arbed es remunten al 1882, quan es constitueix la societat matriu. El 1886 comença la producció d'acer Thomas a Luxemburg. El 1911 es produeix la fusió de les tres siderúrgies més importants de Luxemburg, amb el que queda creat el Grup Arbed. A partir d'aquesta data la seva no deixa de créixer tant a Europa com en la resta del món, mitjançant una política d'acords i adquisicions, fins a convertir-se en un grup internacional que figura entre els productors siderúrgics més importants a nivell mundial.
Quant a activitats, el grup està compost per sectors industrials complementaris:
- Automoció: Ocupa una posició consolidada en aquest sector, com un dels primers fabricants europeus de productes plans pel mateix.
- Productes d'acer inoxidable, sector en el qual és un destacat operador.
- Productes llargs, sector en el qual és capdavanter als mercats de perfils.

El Grup Arbed continua desenvolupant-se en àrees complementàries a les activitats siderúrgiques i al processament de productes metàl·lics. És un dels primers productors mundials de steelcord i capdavanter en la fabricació de productes trefilatges a Sud-amèrica. També desenvolupa activitats en el camp de la producció de làmina de coure per a la indústria de l'electrònica. La xarxa comercial, de vendes i de màrqueting arriba a més de 60 països. L'àrea d'enginyeria del Grup comercialitza a nivell mundial la seva experiència en el camp de la siderúrgia.
L'últim acord ha estat la unió amb els grups siderúrgics Aceralia i Usinor per donar lloc al naixement Arcelor, un dels més importants grups siderúrgics del món. El projecte d'integració es va materialitzar el 18 de febrer de 2002 amb la cotització en Borsa del nou grup.